# Rue Saint-Georges (Liège)
Pour les articles homonymes, voir Rue Saint-Georges.
La rue Saint-Georges est une rue ancienne du centre de la ville de Liège (Belgique).

## Situation et accès
Elle relie Féronstrée à La Batte au bord de la Meuse.
Cette rue pavée plate et rectiligne d'une longueur d'environ 95 m est une voie piétonne marquant la limite orientale de l'îlot Saint-Georges qui, lors de sa construction, dans les années 1970, a quelque peu modifié le tracé de la rue. Avant cette modification, la rue Saint-Georges était le prolongement de la rue de la Poule.
Voiries adjacentes
- Féronstrée
- Rue Sur-les-Foulons
- La Batte

## Origine du nom
La rue rend hommage à saint Georges, un chevalier britannique du IVe siècle appelé Georges de Lydda, représenté comme ayant terrassé un dragon. 

## Historique
L'ancienne église Saint-Georges se dressait au coin de la rue et de Féronstrée. Son origine est contestée mais elle existait en 1468 lors de la destruction de la ville par Charles le Téméraire. Désacralisée au début du XIXe siècle sous le régime français, elle a été détruite lors de la construction de l'îlot Saint-Georges dans les années 1970. Un vestige de l'église, un chapiteau d'une colonne, est dressé au pied de l'ancien Musée des beaux-arts de Liège.

## Bâtiments remarquables et lieux de mémoire
Cette voie possède un riche patrimoine architectural. Toutefois, la demi-douzaine de bâtiments anciens (XVIIe siècle et XVIIIe siècle) que l'on peut aujourd'hui admirer au début de la rue (côté Féronstrée) aux numéros 1 à 9 ainsi que l'immeuble de coin du n°92 de Féronstrée sont en réalité des immeubles originaires d'autres rues du quartier démontés et remontés à cet endroit en 1975 et 1976 sous la direction de l'architecte Jean Francotte dans le cadre de la construction de l'îlot Saint-Georges,.
Au coin avec La Batte, l'immeuble sis au no 21 date de la fin du XVIIIe siècle.

### Source et lien externe
- Claude Warzée, « L’îlot Saint-Georges », sur Histoires de Liège, 24 janvier 2017 (consulté le 5 août 2023)